# Tenuinaclia andapa
Tenuinaclia andapa là một loài bướm đêm thuộc phân họ Arctiinae, họ Erebidae.